# 鬼姦
鬼姦，又稱鬼交，是指人被靈體性侵犯，受害人可以是女性，也可以是男性、跨性別等。自古相傳，紫微星下凡指點世人防止靈體侵擾新娘的辨法，後來演變為鬧新房習俗。清朝才子紀昀在《閱微草堂筆記》也有鬼姦的記載。
相傳有五類人士特別易受靈體侵犯，包括歡場工作者、年介50歲以上女士、有著前世恩怨的人士、曾野交人士、再婚人士。受影響者可能情緒低落、健康轉差、運程轉差、自殺或奪舍。

## 文獻概述
根據古代文籍《醫心方》的記載：
《玉房秘訣》云：采女云何以有鬼交之病？彭祖曰：由於陰陽不交，情慾深重，即鬼魅、假像與之交通，與之交、獨死、而莫之知也。若得此病治之法，、若身、體疲勞不能獨禦者，但深按勿動亦善也。不治之殺人，不過數年也。欲驗其事實，以春秋之、際入于深山大澤間，無所云為，但遠望極思唯合交會陰陽，三日三夜後則身體翕然，寒熱心、煩目眩。
男見女子、女見男子但行交接之事，美勝於人，然必病患、後世必當有此者。若處女貴人苦不當交，與男交以治之者，當以石硫黃數兩燒，以熏婦人陰、下體體，並服鹿角末方寸匕，即愈矣。
當見鬼涕泣而去，一方服鹿角方寸匕，日三以瘥為度。

今檢治鬼交之法，多在於諸方，具戴婦人之篇。